# 卡尔·马克思的兄弟姐妹
卡尔·马克思（1818年—1883年）的8个兄弟姐妹在他的生活中起到了重要的作用。了解他们的生活状况可以让人更好地理解卡尔·马克思成长和生活的社会、宗教及文化历史背景。在关于卡尔·马克思的传记文献中，常有人声称他与兄弟姐妹没有联系，甚至说他是家中的长子，等等，然而这些说法是错误的。甚至卡尔·马克思的侄子辈们也与卡尔·马克思的家庭保持了个人联系和书信联系。

## 莫里茨·大卫·马克思

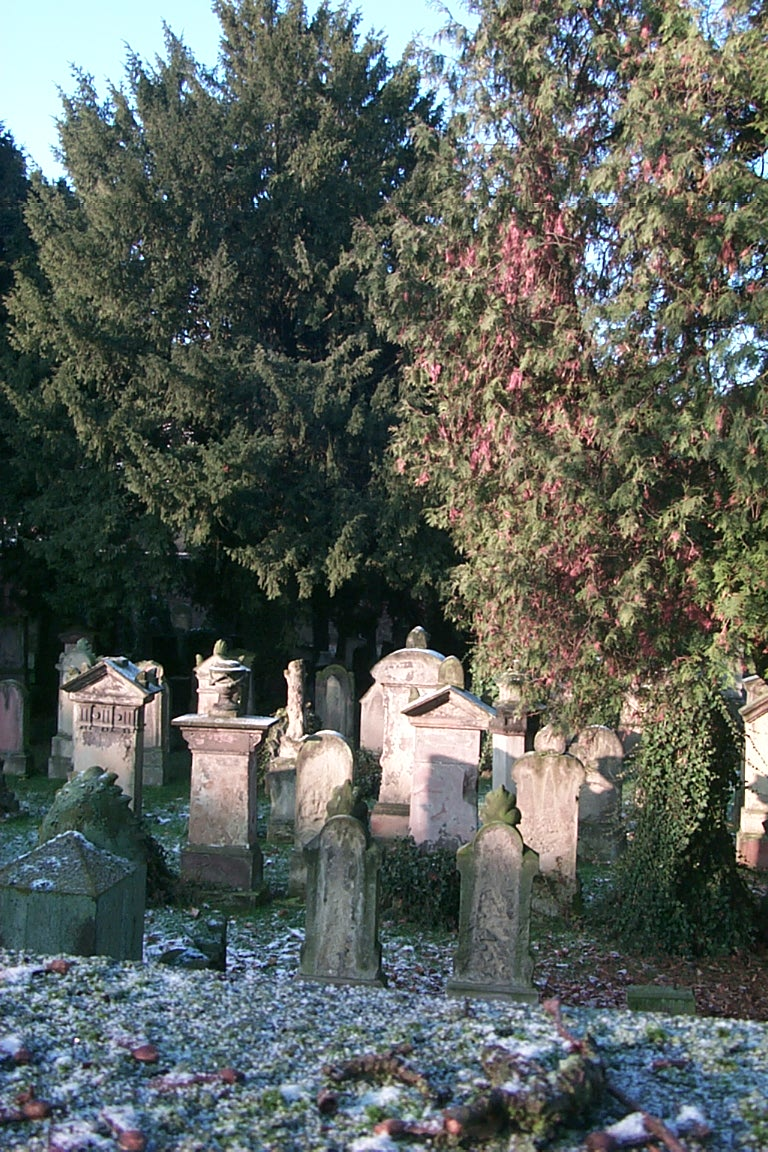
特里尔古老的犹太公墓，卡尔·马克思的曾祖父、祖父、祖母和长兄莫里茨·大卫·马克思都安葬于此。

莫里茨·大卫·马克思（1815年10月30日生于特里尔；1819年4月15日卒于特里尔）是海因里希·马克思的长子，卡尔·马克思的哥哥。
莫里茨·大卫·马克思是海因里希·马克思与其妻子亨丽埃特·普莱斯堡的长子。两位父母都是特里尔犹太社区的成员，该社区由大拉比塞缪尔·马克思领导。莫里茨的出生由两名工匠（一名玻璃工和一名木匠）报告。作为长子，莫里茨在出生后第八天进行了割礼。他在三岁半时去世，死亡原因不详。其死亡由犹太商人雅各布·西蒙·奥本海姆报告。莫里茨·大卫的葬礼在特里尔犹太公墓举行，塞缪尔·马克思参加了葬礼。这也表明，海因里希·马克思在此时尚未受洗。

## 索菲亚·马克思

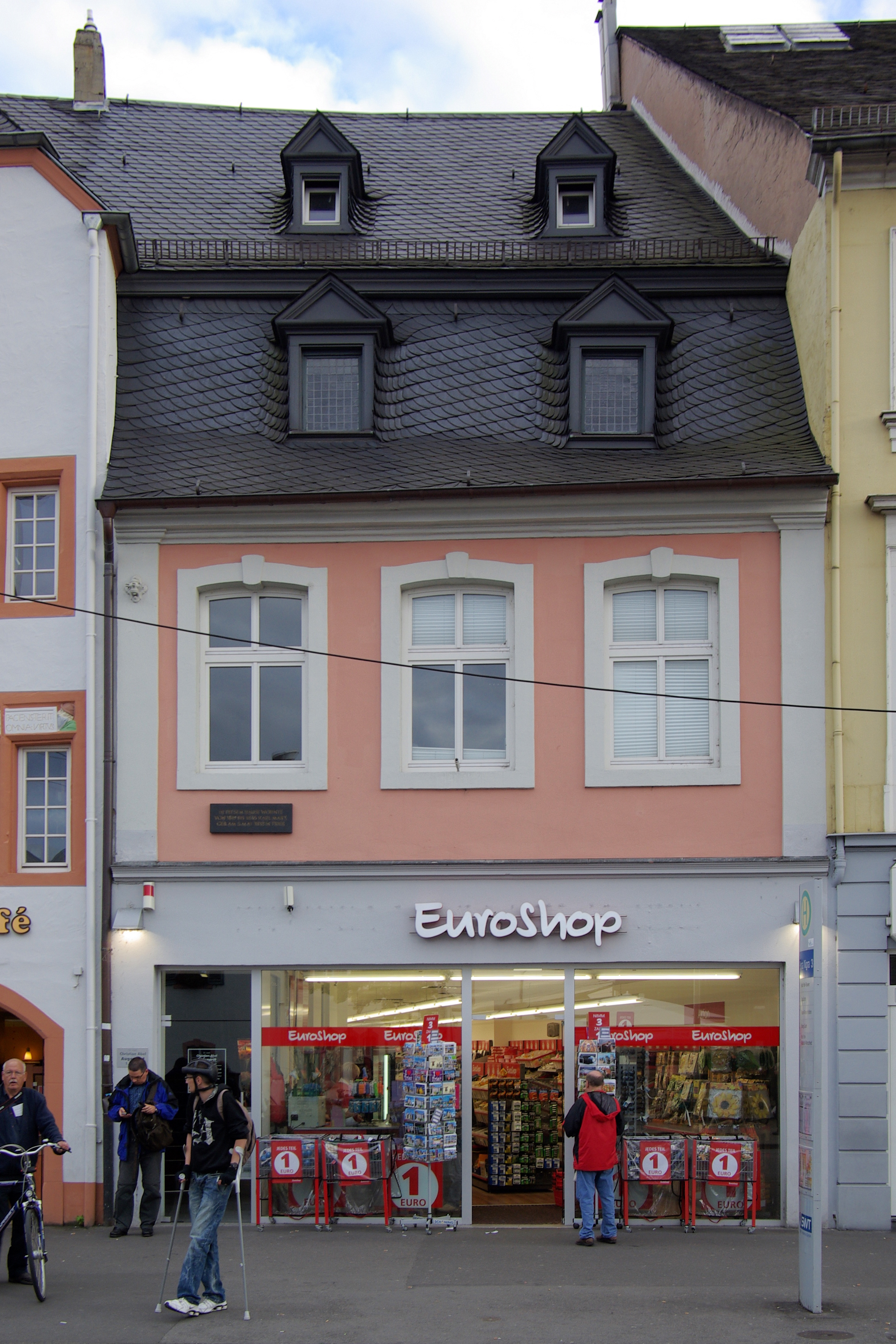
卡尔·马克思的特里尔家宅

索菲亚·马克思（1816年11月13日生于特里尔；1886年12月29日卒于迪伦）是海因里希·马克思的第二个孩子，卡尔·马克思的姐姐。自1842年6月12日，她与威廉·罗伯特·施马尔豪森（1817年1月17日生于瓦尔斯，荷兰；1862年11月1日卒于马斯特里赫特），一位检察官，结为夫妻。
索菲亚·马克思，也被称为“索菲”，是卡尔·马克思的姐姐和朋友。她记录了卡尔写给父亲的诗，并保存了父母和卡尔·马克思的信件，这些信件为我们了解卡尔学生时期的生活提供了线索。她受过何种教育不得而知，因为当时特里尔没有留下相关的个人档案。不过，从她的笔记本中可以看出，她懂得法语和荷兰语。索菲亚还是她弟弟和燕妮·冯·威斯特法伦的知己。1842年6月12日，她在特里尔结婚并搬到了马斯特里赫特。她与弟弟的联系通过她和她的孩子们得以保持。1865年，她的女儿卡罗琳还拜访了马克思一家，并将卡尔·马克思1837年11月10日至11日写给父亲的著名信件交给爱琳娜·马克思发表。威廉·罗伯特·施马尔豪森还曾为马克思提供遗产方面的建议。索菲亚病倒后，于1883年11月被送往迪伦的“省立精神病院”。

## 赫尔曼·马克思
赫尔曼·马克思（1819年8月12日生于奈梅亨，荷兰；1842年10月14日卒于特里尔）是海因里希·马克思的第四个孩子，商人及卡尔·马克思的兄弟。
赫尔曼·马克思出生于奈梅亨，因为他的母亲亨丽埃特·普莱斯堡在此分娩，或许也是由于毛里茨·大卫·马克思去世，她当时正居住在父母伊萨克·普莱斯堡（1747–1832）和南内特·科恩（1764–1833）那里。赫尔曼很可能在奈梅亨的修女街犹太会堂接受了割礼。1824年8月26日，他和兄弟姐妹一起在特里尔西蒙街1070号（现为西蒙街8号）的父母家中接受了新教洗礼。他的教父母是律师恩斯特·多米尼克·莱斯和律师夫人芭芭拉·博克霍尔茨，娘家姓为索尔。最初，他由书商爱德华·蒙蒂尼在家中授课（1828年），并未像海因茨·蒙茨所误认为的那样上过中学。1836年，他的父亲为他在法兰克福和布鲁塞尔寻找一份商人学徒的职位。1836年至1838年，他在布鲁塞尔担任“商业职员”。1839年7月2日，赫尔曼根据申请脱离了普鲁士国籍。因病，他于1840年返回特里尔，并在那里死于“肺痨”。他于10月17日被安葬在特里尔的鲁韦尔街（今赫尔佐根布施街）的福音派公墓上，由师团牧师卡尔·威廉·罗霍尔主持了悼词。

## 亨丽埃特·马克思
亨丽埃特·马克思（1820年10月28日生于特里尔；1845年1月3日卒于阿尔斯塔登，现为奥伯豪森的一部分）是卡尔·马克思的姐姐。她是海因里希·马克思和亨丽埃特·普莱斯堡的第五个孩子，建筑师兼铁路局长阿诺尔德·西奥多·威廉·阿尔伯特·西蒙斯（1813年7月5日生于索斯特；1863年2月9日卒于亚琛）的妻子。
亨丽埃特出生于特里尔，家庭住址为西蒙巷1070号（今为西蒙街8号）。1824年8月26日，她与兄弟姐妹一起在特里尔的父母家中接受了新教洗礼。她的教父母是律师约翰·弗里德里希·约瑟夫·博克霍尔茨和律师夫人安娜·玛丽亚·沙克，娘家姓为克莱门斯。1837年棕枝主日，她在三位一体教堂接受了坚信礼。关于她的学校教育没有详细记载。她的姐姐索菲亚曾向弟弟卡尔描述她：“……而且耶特性格并不算最讨人喜欢的。”在1838年5月10日父亲去世后，律师兼家族好友约翰·海因里希·施林克成为了她的监护人。尽管亨丽埃特已经患上了肺痨，但她与建筑师西奥多·西蒙斯的婚礼准备工作仍在1844年夏天推进。燕妮·马克思也见证了这一过程。婚礼的推动者是新郎的叔叔、师团牧师卡尔·威廉·罗霍尔。婚礼原定于8月28日举行，最终于1844年9月3日在特里尔市政厅举行。她的母亲及姐妹路易丝、埃米莉和卡罗琳出席了婚礼。婚后，新婚夫妇乘马车前往当时的阿尔斯塔登村。然而，年轻的新娘在1845年1月3日去世，年仅24岁，未能再见到家人。
寡夫西奥多·西蒙斯于1847年1月5日与阿玛莉亚·玛格塔·齐默尔曼（1826年8月3日生于萨尔布吕肯，1895年6月8日卒于斯特拉斯堡）再婚。1861年，他担任皇家萨尔布吕肯-特里尔-卢森堡铁路的局长。他于1863年去世，当时他是皇家亚琛-杜塞尔多夫-鲁尔奥特铁路的铁路局长。他与第二任妻子育有五个孩子。

## 卡罗琳·马克思
卡罗琳·马克思（1824年7月30日生于特里尔；1847年1月14日卒于特里尔）是海因里希·马克思的第八个孩子，也是卡尔·马克思的妹妹。
卡罗琳出生于特里尔，家庭住址为西蒙巷1070号（今为西蒙街8号）。1824年8月26日，她与兄弟姐妹一起在特里尔的父母家中接受了新教洗礼。她的教父母是律师弗里德里希·威廉·鲁普和朱莉·埃默里希夫人，娘家姓库佩特。关于她的学校教育没有详细记载。根据她姐姐索菲亚的信件，她深爱她的弟弟卡尔。她也与冯·威斯特法伦家族保持联系，例如在1840年燕妮·马克思的哥哥卡尔去世时。1840年4月12日，她在特里尔的三位一体教堂接受了坚信礼。通过多封信件，卡尔·马克思得知了她的健康状况。1844年6月，燕妮·马克思和她的女儿燕妮·龙格来特里尔探亲时，卡罗琳前去探望她们。卡罗琳于1847年1月14日因“肺痨”去世，1月16日葬于鲁韦尔街（现为赫尔措根布施街）墓地。

## 爱德华·马克思
爱德华·马克思（1826年4月7日生于特里尔；1837年12月14日卒于特里尔）是海因里希·马克思的第九个孩子，是卡尔·马克思的学生和兄弟。
爱德华出生于特里尔，家庭住址为西蒙巷1070号（今为西蒙街8号）。1826年4月28日，他在特里尔的父母家中接受了新教洗礼。他的教父母是律师弗里德里希·威廉·鲁普和他的妻子弗雷德里卡·多萝西亚·鲁普（娘家姓沃格特）。1835年，爱德华入读了特里尔弗里德里希-威廉文理高中。卡尔·马克思通过多封信件了解到他最小弟弟的健康状况。自1837年6月起，爱德华开始生病，最终于1837年12月14日因“肺痨”去世。他于12月19日在特里尔的新教墓地安葬。
关于他的去世，卡尔·马克思的家人曾长时间讨论此事，以至于马克思的女儿爱琳娜·马克思在1897年时仍对此有所记忆。